# Jo Anne Worley
Jo Anne Worley (Lowell, Indiana; 6 de septiembre de 1937) es una actriz estadounidense que realizó varias participaciones en televisión. Además tiene participaciones en doblajes como la película La bella y la bestia realizando la voz de Armario.

## Biografía

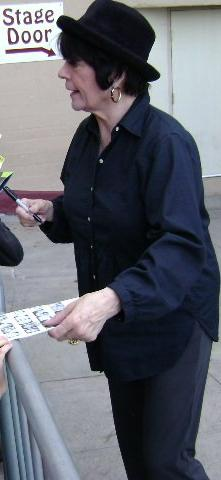
Worley firmando autógrafos.

Worley nació en Lowell, Indiana el 6 de septiembre de 1937. Estudió en su ciudad natal y desde pequeña practica danza. Descubrió su pasión por la actuación influenciada por actrices como Marilyn Monroe. Empezó su carrera en el año 1960 con The Many Loves of Dobie Gillis. Empezó el doblaje con varias películas de Disney.
En 1985 participa en Se ha escrito un crimen. Le siguen: The Elf and the Magic Key y Family Reunion: A Relative Nightmare. En el año 1998 participa en Caroline in the City. Ese mismo año participa en la serie Sabrina, cosas de brujas. En el año 1999 participa en Yo y el mundo. Diez años después participa en la serie de Disney The Wizards of Waverly Place. 
En el año 2011, participa en Bones y Larry David. Poco después participa en otra serie de Disney, Jessie. En el 2012 participa en The Middle y recientemente en Talent Watch.

## Filmografía
- 2013 - Talent Watch
- 2012 - The Middle
- 2011 - Jessie
- 2011 - Larry David
- 2011 - Bones
- 2009 - The Wizards of Waverly Place
- 1999 - Yo y el mundo
- 1998 - Sabrina, cosas de brujas
- 1998 - Caroline in the City
- 1995 - Family Reunion: A Relative Nightmare
- 1993 - The Elf and the Magic Key
- 1985 - Se ha escrito un crimen
- 1978-1983 - Vacaciones en el mar
- 1981 - Through the Magic Pyramid
- 1978 - The Gift of the Magi
- 1977 - Walt Disney's Wonderful World of Color
- 1977 - The Mouseketeers at Walt Disney World
- 1977 - Hawaii Five-0
- 1976 - Un candidato muy peludo
- 1975 - New Zoo Revue
- 1975 - Busquen a Christie Love
- 1974 - El hombre de los seis millones de dólares
- 1973 - Emergency!
- 1970-1973 - Love, American Style
- 1972 - The Paul Linde Show
- 1972 - Adam-12
- 1971 - What's a Nice Girl Like You...?
- 1971 - Night Gallery
- 1971 - The Feminist and the Fuzz
- 1970 - Hot Dog
- 1968-1970 - Laugh-In
- 1967 - Captain Nice
- 1962 - Piloto a la luna
- 1960-1961 - The Many Loves of Dobie Gillis

## Doblaje

### Actriz de voz
- 2002 - Kim Possible - como Mrs. Rockwaller (voz).
- 1998 - El mundo mágico de Bella - como Wardrobe (voz).
- 1995 - Goffy e hijo - como Miss Maples.
- 1993 - La pantera rosa - (Voz).
- 1991 a 1993 - Tom & Jerry - como Elsa (voz).
- 1991 - La bella y la bestia - como Wardrobe (voz).
- 1990 - Patoaventuras, la película: El tesoro de la lámpara perdida - como Rosita (voz).
- 1985 - Wuzzles - como Hipopotamus (voz).
- 1985 - The Pound Puppies - como The Nurse (voz).
- 1979 - Nucktracker Fantasy - como Ella (voz).